# 茨城県北芸術祭
茨城県北芸術祭（いばらきけんぽくげいじゅつさい、英題:KENPOKU ART、ケンポクアート ）は茨城県の県北地域に属する日立市、高萩市、北茨城市、常陸太田市、常陸大宮市、久慈郡大子町の6市町に存在する施設、公園等を展示場所に国内外の現代美術アーティストの作品を展示する展覧会である。2016年に初めて開催された。二回目が2019年に予定されていたが、知事交代に伴い延期を経てその後中止となった。

## 概要
県北芸術祭の開催意義として、山間地と沿岸地、それぞれの表情を見せる茨城県北地域の魅力をアートを通して、地域の人や国内外の人に発見して貰うこと等が謳われている。その意図に沿って、作品展示は県北地域の非常に広い範囲に展開され、また作品が置かれている場所も美術館の他、閉校となった校舎、神社、商店街、道の駅、滝、海岸等多様なものとなっており、鑑賞者が県北地域の様々な自然、文化、歴史、産業を作品と供に体感できるようになっている。
主催は茨城県知事を会長、開催6市町の首長を副会長とする茨城県北芸術祭実行委員会であり、茨城県企画部県北振興課が委員会事務局を担う。総合ディレクターは森美術館館長の南條史生である。
南條は守谷市を拠点とするアーカスプロジェクトのアドバイザーに以前からなっており、県北芸術祭にはアーカスプロジェクトに参加していたアーティストが何人か参加している。この、アーカスプロジェクトの成果が県北芸術祭に引き継がれている、という点が評価され、2016年度（平成28年度）のいばらきイメージアップ大賞において、「アーカスプロジェクトから県北芸術祭」が大賞として表彰された。
第2回を2019年秋に開催することが発表された。しかし、2017年茨城県知事選挙で新しい知事となった大井川和彦は2019年の開催の延期を発表した。発表では一過性のイベントでは無く地域が積極的に関わる形に見直すなどとしたが、具体的な見直し案や次回開催時期は示されなかった。その後2019年3月4日の茨城県議会本会議において知事は「持続的な発展に対し、真に効果的であったか曖昧な県北芸術祭は中止する」と答弁、県北芸術祭はわずか一回で幕を閉じることとなった。

## 沿革

### KENPOKU ART 2016 茨城県北芸術祭
会期は2016年9月17日から11月20日の65日間。

## 茨城県北芸術祭が登場する作品
『だがしょ屋ペーパーバック物語』
竹内真 (2017-7). 大和書房. ISBN 9784479306627.
本書収録の一編『9月のラムネの刺激』で、登場人物のひとり、ヤマトが茨城県と栃木県に旅行に行き、県北芸術祭を観賞した話をしている。